# Municipio regional del condado

Divisiones de los municipios regionales de condado de Quebec.

Un municipio regional del condado (MRC) (del francés: Municipalité régionale de comté) es un municipio regional que ofrece servicios a las municipalidades en Quebec. Agrupan todos los municipios de una área geográfica. Los municipios regionales de condado fueron creados por la Loi sur l'aménagement et l'urbanisme (en español: : Ley de planificación y desarrollo) votada por la Asamblea Nacional de Quebec en 1979 para reemplazar los condados.

## Lista
Quebec está compuesto por 86 MRC y otras 14 ciudades o aglomeraciones que tienen competencias equivalentes a un MRC. En el norte del territorio de Quebec, no hay MRC pero sí tres territorios equivalentes.

## Composición
El consejo de un MRC está generalmente compuesto por alcaldes de los municipios de este MRC así como por un prefecto.
El prefecto es elegido generalmente dentro del consejo por voto secreto. Aunque también puede ser elegido por sufragio universal. El mandato del prefecto es de 2 años si es elegido por el consejo y de 4 años en caso de que la elección hubiera sido por sufragio universal.

## Modificaciones
| Año  | Modificación |
| ---- | --- |
| 1989 | Los municipios de Sainte-Hélène-de-Bagot, Saint-Liboire y Saint-Valérien-de-Milton, antes en el MRC de Acton, se unieron al MRC de Les Maskoutains. |
| 1998 | La parroquia de Saint-Jean-Baptiste, antes en el MRC de Rouville, se unió al MRC de Le Val-Saint-François. |
| 1999 | El municipio de Ulverton, antes en el MRC de Drummond, se unió al MRC de Le Val-Saint-François. |
| 2002 | Los antiguos MRC de Desjardins y de Carateras de Chaudière fueron suprimidos y sus municipios fueron agrupados en la ciudad de Lévis, a excepción de Saint-Lambert-de-Lauzon (antes en Carateras de Chaudière), que se unió al MRC de Nueva Beauce. y de Saint-Henri, antes en Desjardins, que se unió al MRC de Bellechasse. |
| 2002 | El MRC de Francheville, fue suprimido ya que sus municipios urbanos se fusionaron con la ciudad de Trois-Rivières de la región de Mauricie, mientras que sus municipios rurales pasaron a formar parte del nuevo MRC de Les Chenaux. El MRC de Centro de Mauricie, fue suprimido ya que sus municipios pasaron a formar parte de la ciudad de Shawinigan, también de la región de Mauricie, salvo Notre-Dame-du-Mont-Carmel que se unió al nuevo MRC de Les Chenaux y Charette, Saint-Boniface, Saint-Mathieu-du-Parc, Saint-Étienne-des-Grès y Saint-Élie, que se unieron al MRC de Maskinongé. |
| 2002 | La ciudad de Sherbrooke, a la cual fue fusionada la ciudad de Bromptonville, antes en el MRC de Le Val-Saint-François, sucedió al MRC de La Région-Sherbrookoise. |

## División de censo
Statistique Canada agrupa los datos del censo de Canadá en divisiones de censo, las cuales corresponden a los condados en otras provincias y a los MRC en Quebec. Hay algunas excepciones: la ciudad de Trois-Rivières, que tiene las competencias de un MRC, y el MRC de Les Chenaux forma la división de censo de Francheville; los MRC de Caniapiscau y de Sept-Rivières están incluyendos en la división de censo de Sept-Rivières—Caniapiscau.